# Forbes 30 Under 30
Forbes „30 Under 30” – seria list publikowanych corocznie od 2011 roku przez amerykańskie czasopismo „Forbes”, wyróżniająca wpływowe osoby poniżej 30. roku życia w różnych kategoriach, m.in. ze świata biznesu, nauki, mediów, polityki.
Początkowo zestawienie dotyczyło osób wyłącznie ze Stanów Zjednoczonych; później „Forbes” zaczął też równolegle publikować listy dla Europy, Azji i Afryki. Od 2017 roku Forbes Polska publikuje również własne rankingi.

## Forbes „30 Under 30” Polska
We wrześniu 2017 roku ukazała się pierwsza edycja listy Forbes „30 Under 30” Polska, na której ukazane są nazwiska 30 osób (lub zespołów wspólników), wybranych przez redakcję Forbes Polska, których poza nieprzekroczeniem 30. roku życia łączy to, że pomimo młodego wieku umieli odpowiedzieć na globalne trendy i potrzeby społeczne. W pierwszym zestawieniu Forbes znaleźli się założyciele firm, menedżerowie i naukowcy, których projekty są komercjalizowane. Do udziału w rankingu dopuszczony była każda urodzona w 1987 roku lub później. Średnia wieku laureatów wyniosła 27,5 roku, a na 47 osób w rankingu znalazło się 10 kobiet (21% całej listy). Najmłodszą laureatką została Areta Szpura, w wieku 23 lat, a najmłodszym laureatem został Mateusz Mach, w wieku 20 lat.
W zestawieniu Forbes w 2018 roku znaleźli się założyciele firm, menedżerowie i naukowcy, jednak tym razem komercjalizacja pomysłów nie była wymagana. Do udziału w rankingu dopuszczony była każda urodzona w 1988 roku lub później. Średnia wieku laureatów wyniosła 28,2 lata, a na 35 osób w rankingu znalazło się 9 kobiet (26% całej listy). Najmłodszymi laureatkami zostały Magdalena Sobczyńska i Magdalena Urban, w wieku 27 lat, a najmłodszymi laureatami zostali Jan Witkowski i Marcin Kostrzewa, w wieku 24 lat.
W zestawieniu Forbes w 2021 roku znaleźli się założyciele firm, menedżerowie i naukowcy, jednak tym razem komercjalizacja pomysłów nie była wymagana. Do udziału w rankingu dopuszczony była każda urodzona w 1989 roku lub później. Średnia wieku laureatów wyniosła 28,6 roku, a na 38 osób w rankingu znalazło się 9 kobiet (23% całej listy). Najmłodszą laureatką została Karolina Bolesta, w wieku 25 lat, a najmłodszym laureatem został Hugo Chróst, w wieku 20 lat.

## Forbes „25 Under 25” Polska
W grudniu 2018 roku na ramach miesięcznika Forbes ukazał się ranking Forbes „25 Under 25" Polska opracowany wspólnie z firmą doradczą McKinsey & Company w Polsce z okazji 25 lat operacji McKinsey & Company w Polsce. W rankingu zostały wyróżnione uznane przez kapitułę wybitne i nieprzeciętne osoby przed 25 rokiem życia, które według kapituły w przyszłości mają szansę wpłynąć na rozwój polskiej gospodarki i społeczeństwa. W rankingach Forbes „25 Under 25” zostaje wytypowanych 25 laureatów lub zespołów w 5 kategoriach: „Biznes”, „Nowe technologie”, „Działalność społeczna”, „Nauka” oraz „Wspieranie różnorodności”.

## Kontrowersje związane z amerykańskim „30 Under 30"
Charlie Javice, niegdyś wyróżniona na liście Forbes 30 Under 30 za swoje osiągnięcia ze startupem Frank, została oskarżona o przekroczenie przepisów prawnych poprzez zawyżanie liczby klientów swojej firmy. Sprawa zaczęła się, gdy JPMorgan Chase kupił Frank za 175 milionów dolarów w 2021 roku. Zdaniem departamentu sprawiedliwości, Javice miała fałszywie podać, że firma obsługuje ponad 5 milionów studentów na ponad 6000 uczelni, podczas gdy w rzeczywistości liczba ta wynosiła około 300 000. Nie jest to jedyny przypadek takiego postępowania. Inni absolwenci listy Forbes 30 Under 30, tacy jak Sam Bankman-Fried, Caroline Ellison, czy Martin „Pharma Bro” Shkreli, również stawiali czoła poważnym oskarżeniom prawym. Wątpliwości budzi również Trevor Milton, założyciel Nikola Motor, który znalazł się na liście Forbes 12 Under 40.